# 조티 암지

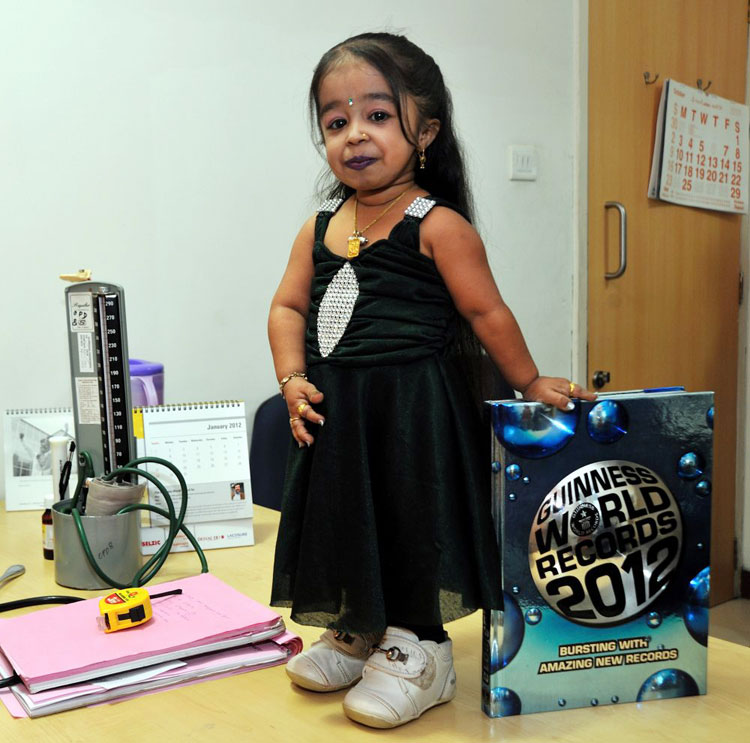
조티 암지

조티 암지(힌디어: ज्योति आम्गे
, 1993년 12월 16일 ~ )는 현재 기네스북에 여자 최단신으로 기록된 인도인이다. 그녀의 키는 64cm이다.

## 같이 보기
- 왜소증